# Paranemastoma ikarium
Paranemastoma ikarium is een hooiwagen uit de familie aardhooiwagens (Nemastomatidae). De originele naamcombinatie (protoniem) was Nemastoma ikarium Roewer, 1951. Een volgende naamrecombinatie werd gepubliceerd als Paranemastoma ikarium (Roewer, 1951) in Schönhofer 2013.